# Цивілізація
Цивіліза́ція — людська спільнота, яка впродовж певного періоду часу (процес зародження, розвиток, загибель чи перетворення цивілізації) має стійкі особливі риси в соціально-політичній організації, економіці та культурі (науці, технологіях, мистецтві тощо), спільні духовні цінності та ідеали, ментальність (світогляд).
Наприклад, Єгипетській цивілізації властиві спорудження пірамід, муміфікація померлих, своєрідне ієрогліфічне письмо тощо. Інколи в одну цивілізацію об'єднують людей однакової віри (Християнська цивілізація, Буддистська та ін.).
Цивілізація — такий щабель розвитку людства, коли власні соціальні зв'язки починають домінувати над природними, і коли суспільство починає розвиватися і функціонувати на своєму власному ґрунті.
Поняття цивілізація (від лат. civilis — громадський, суспільний, державний, громадянський) введене у науковий словник французьким просвітником Віктором де Рікеті, маркізом де Мірабо 1756 року. Під цим визначенням французькі просвітники мали на увазі суспільство, засноване на засадах розуму та справедливості.

## Поява терміна
Спробу встановити час появи терміна одним з перших зробив французький історик Люсьєн Февр. У своїй роботі «Цивілізація: еволюція слова та групи ідей» науковець дійшов висновку, що вперше термін у друкованому вигляді з'являється в роботі «Давність, викрита у своїх звичаях» (1766) французького інженера Буланже:
| Коли дикий народ стає цивілізованим, у жодному разі не слід вважати акт цивілізацій закінченим після того, як народу дано чіткі та незаперечні закони: потрібно, щоб він ставився до даного йому законодавства як до триваючої цивілізації. |
Однак ця книга побачила світ уже після смерті автора і до того ж не в первісному варіанті, а вже з істотною коректурою, внесеною бароном Гольбахом — відомим автором неологізмів. Авторство Гольбаха здається Февру ще імовірнішим у світлі того, що Буланже у своїй роботі згадав термін один раз, в той час як Гольбах неодноразово використовував поняття «цивілізація», «цивілізувати», «цивілізований» у своїх роботах «Система суспільства» і «Система природи». З того часу термін входить у науковий обіг, а 1798 року він вперше потрапляє в «Словник Академії».
Швейцарський історик культури Жан Старобінський у своєму дослідженні не згадує ані Буланже, ані Гольбаха. На його думку, авторство терміна «цивілізація» належить маркізу Мірабо і його праці «Друг людства» (1757).
Проте, обидва автори відзначають, що до набуття терміном соціально-культурного значення (як стадії культури, протиставленого дикості і варварству) воно мало юридичне значення — судове рішення, яке переводить кримінальний процес у розряд процесів цивільних — яке згодом було втрачене.
Французький лінгвіст Еміль Бенвеніст також віддав пальму першості у використанні терміна маркіза де Мірабо і слідом за Февром звернув увагу, що іменник цивілізація з'явився відносно пізно, в той час як дієслово civiliser («пом'якшувати звичаї, просвіщати») і прикметник від дієприкметника civilisé («вихований, освічений») вживалися до того часу вже давно. Подібне явище науковець пояснив слабкою (на той час) продуктивністю класу абстрактних іменників технічного характеру: слова із закінченням на -isation були малопоширені і їх кількість зростала повільно (існували тільки слова fertilisation «удобрення ґрунту», thésaurisation «накопичення грошей, тезаврація», temporisation «очікування», organisation «організація». З цієї невеликої кількості тільки слова organisation і civilisation набули значення «стану», тоді як інші зберегли значення виключно «дії»).
Таку саму еволюцію (від юридичного значення до соціального) слово проходило і в Англії, проте там у друкованому виданні воно з'явилося через п'ятнадцять років після публікації книги Мірабо (1772). Проте обставини згадки цього слова вказують на те, що слово ще раніше стало звичним, що також пояснює швидкість його подальшого поширення. Дослідження Бенвеніста вказує на те, що поява слова civilization (різниця в одній букві) у Великій Британії було практично синхронним. У науковий обіг його ввів шотландський філософ Адам Фергюсон, автор твору «Нарис історії громадянського суспільства» (1767), де вже на другій сторінці зазначив:

| Шлях від дитинства до зрілості проходить не тільки кожен окремий індивід, але й сам рід людський, рухомий від дикості до цивілізації. Оригінальний текст (англ.) Not only the individual advances from infancy to manhood, but the species itself from rudeness to civilization. |
Хоча Бенвеніст залишив відкритим питання про авторство терміна, про можливе запозичення Фергюсоном поняття з французького лексикону або з більш ранніх праць його колег, саме шотландський вчений вперше використав поняття «цивілізація» в теоретичній періодизації світової історії, де протиставив його дикості і варварству. З цього часу доля цього терміна тісно переплелася з розвитком історикофілософської думки в Європі.

## Цивілізація як стадія суспільного розвитку
Поняття цивілізація вивчає наука цивілізацієзнавство.

Періодизація, запропонована Фергюсоном, продовжувала користуватися великою популярністю не тільки в останній третині XVIII століття, але й впродовж майже всього XIX століття. Її плідно використовували Льюїс Морган («Древнє суспільство», 1877) і Фрідріх Енгельс («Походження родини, приватної власності та держави»; 1884).
Фрідріх Гаєк в своїй книзі "Конституція свободи" пише «Переваги соціального життя, особливо в його найпередовіших формах, які ми називаємо “цивілізацією”, базуються на тому, що індивід отримує вигоди від знання, більшого від того, ніж він володіє. Можна було б сказати, що цивілізація починається тоді, коли особа в досягненні своєї мети може використати більші знання, ніж ті, які вона здобула, і коли можна перейти межі свого незнання задля вигоди від знання, яким безпосередньо ще не володіє»  (С.30). 
Людвіг фон Мізес, один з найбльш відомих представників Австрійської школи економіки трактує цивілізацію в своїх наукових працях таким чином:
Цивілізація - це продукт дозвілля і душевного спокою, який можливий лише завдяки розподілу праці.
Socialism, p.  271
Бо суспільство - це не що інше, як співпраця.
Socialism, p.  281
Цивілізація - це витвір мирної співпраці.
Socialism, p.  291
Основою будь-якої цивілізації, в тому числі й нашої, є приватна власність на засоби виробництва. Той, хто хоче критикувати сучасну цивілізацію, починає з приватної власності.
Liberalism, pp. 63
Сучасна цивілізація не загине, якщо вона не зробить цього через власний акт самознищення. Жоден зовнішній ворог не зможе знищити її так, як колись іспанці знищили цивілізацію ацтеків, бо ніхто на землі не може зрівнятися своєю силою з прапороносцями сучасної цивілізації. Загрожувати їй можуть лише внутрішні вороги. Її кінець може настати лише тоді, коли ідеї лібералізму будуть витіснені антиліберальною ідеологією, ворожою до соціальної співпраці.
Liberalism, pp.188-89
Для цивілізації як стадії суспільного розвитку характерне виділення соціуму з природи і виникнення протиріч між природними і штучними факторами розвитку суспільства. На даному етапі превалюють соціальні чинники життєдіяльності людини, прогресує раціоналізація мислення. Для цього етапу розвитку характерне переважання штучних продуктивних сил над природними.
Також ознаки цивілізованості включають в себе: розвиток землеробства і ремесел, класове суспільство, наявність держави, міст, торгівлі, приватної власності і грошей, а також монументальне будівництво, «досить» розвинена релігія, писемність і т. п.
Академік Б. С. Єрасов виділив наступні критерії, що відрізняють цивілізацію від стадії варварства:
- Система економічних відносин, заснована на поділі праці — горизонтальному (професійна та укладна спеціалізація) і вертикальному (соціальна стратифікація).
- Засоби виробництва (включаючи живу працю) контролюються правлячим класом, який здійснює централізацію і перерозподіл додаткового продукту, що вилучається у первинних виробників через оброк або податки, а також через використання робочої сили для проведення громадських робіт.
- Наявність мережі обміну, контрольованої професійним купецтвом або ж державою, яка витісняє прямий обмін продуктів та послуг.
- Політична структура, в якій домінує прошарок суспільства, що концентрує у своїх руках виконавчі та адміністративні функції. Племінна організація, заснована на походженні і спорідненості, заміщається владою правлячого класу, що спирається на примус; держава, що забезпечує систему соціально-класових відносин і єдність території, становить основу цивілізаційної політичної системи.

## Локальні цивілізації і плюрально-циклічний погляд на історію

### Вивчення локальних цивілізацій

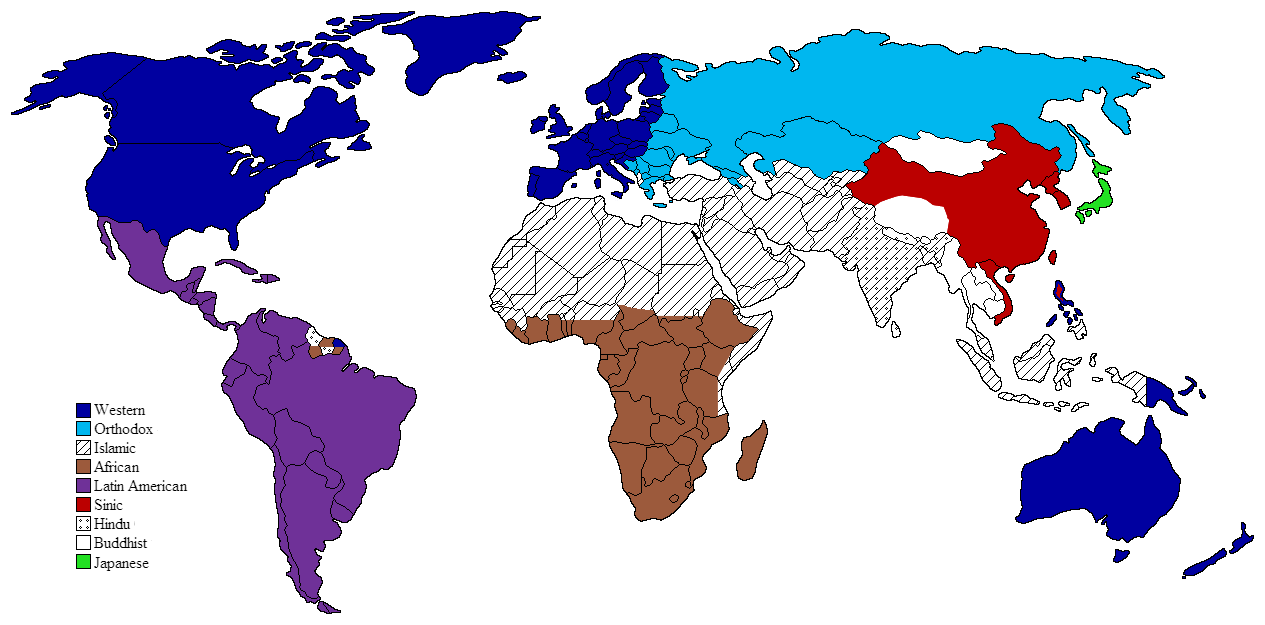
Карта цівілізацій за Хантінгтоном

У 19 столітті європейські історики, отримавши перші відомості про східні суспільства, дійшли висновку, що між суспільствами, які перебувають на стадії цивілізації, можуть існувати якісні відмінності. Це дозволило їм говорити не про одну цівілізацію, а про кілька цівілізацій. Втім уявлення про культурні відмінності між європейською та неєвропейськими культурами з'явилися ще раніше: наприклад, російський дослідник І. М. Іонов трактує заяви італійського філософа Джамбатісти Віко (1668—1744) про те, що «імператор китайський надзвичайно культурний», як зародок уявлень про існування особливої китайської цивілізації, а значить, і про ймовірну множинність цивілізацій. Проте, ані в його роботах, ані в творах Вольтера і Йоганна Готфріда Гердера, які виражали ідеї, споріднені ідеям Віко, поняття цивілізація не було чільним, а поняття локальна цивілізація не вживалося взагалі.
Вперше слово цивілізація використане в двох значеннях у книзі французького письменника та історика П'єра Симона Балланша «Старий і юнак» (1820). Пізніше таке саме його вживання зустрічається Ежена Бюрнуфа «Нарис про палі» (1826), в роботах відомого мандрівника і дослідника Олександра фон Гумбольдта і ряду інших мислителів. Використанню другого значення слова цивілізація посприяв французький історик Франсуа Гізо, який неодноразово застосовував термін у множині, хоча залишався вірним лінійно-стадіальній схемі історичного розвитку.

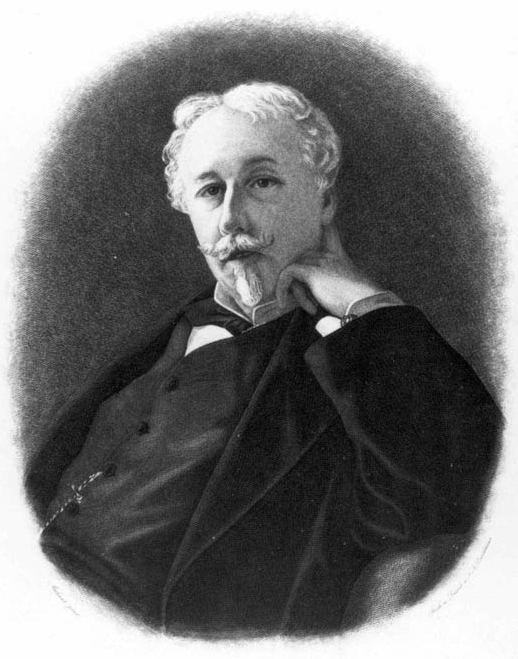
Жозеф Гобіно

Уперше термін локальна цивілізація з'явився в роботі французького філософа Шарля Ренув'є «Керівництво до давньої філософії» (1844). Через кілька років світ побачила книга французького письменника та історика Жозефа Гобіно «Досвід про нерівність людських рас» (1853—1855), в якій автор виділив 10 цивілізацій, кожна з яких проходить свій власний шлях розвитку. Виникнувши, кожна з них рано чи пізно гине, і західна цивілізація не є винятком. Однак мислителя абсолютно не цікавили культурні, соціальні, економічні відмінності між цивілізаціями: його хвилювало лише те загальне, що було в історії цивілізацій, — піднесення і падіння аристократії. Тому його історико-філософська концепція має непряме відношення до теорії локальних цивілізацій і пряме до ідеології консерватизму.
Ідеї, співзвучні роботам Гобіно, викладав і німецький історик Генріх Рюккерт, який прийшов до висновку, що історія людства — не єдиний процес, а сума паралельно протікаючих процесів культурно-історичних організмів, які неможливо розташувати на одній лінії. Німецький дослідник вперше звернув увагу на проблему кордону цивілізацій, їхнього взаємовпливу, структурних відносин. Разом з тим Рюккерт продовжував розглядати весь світ як об'єкт впливу Європи, що зумовило наявність у його концепції реліктів ієрархічного підходу до цивілізацій, заперечення їх рівноцінності і самодостатності.

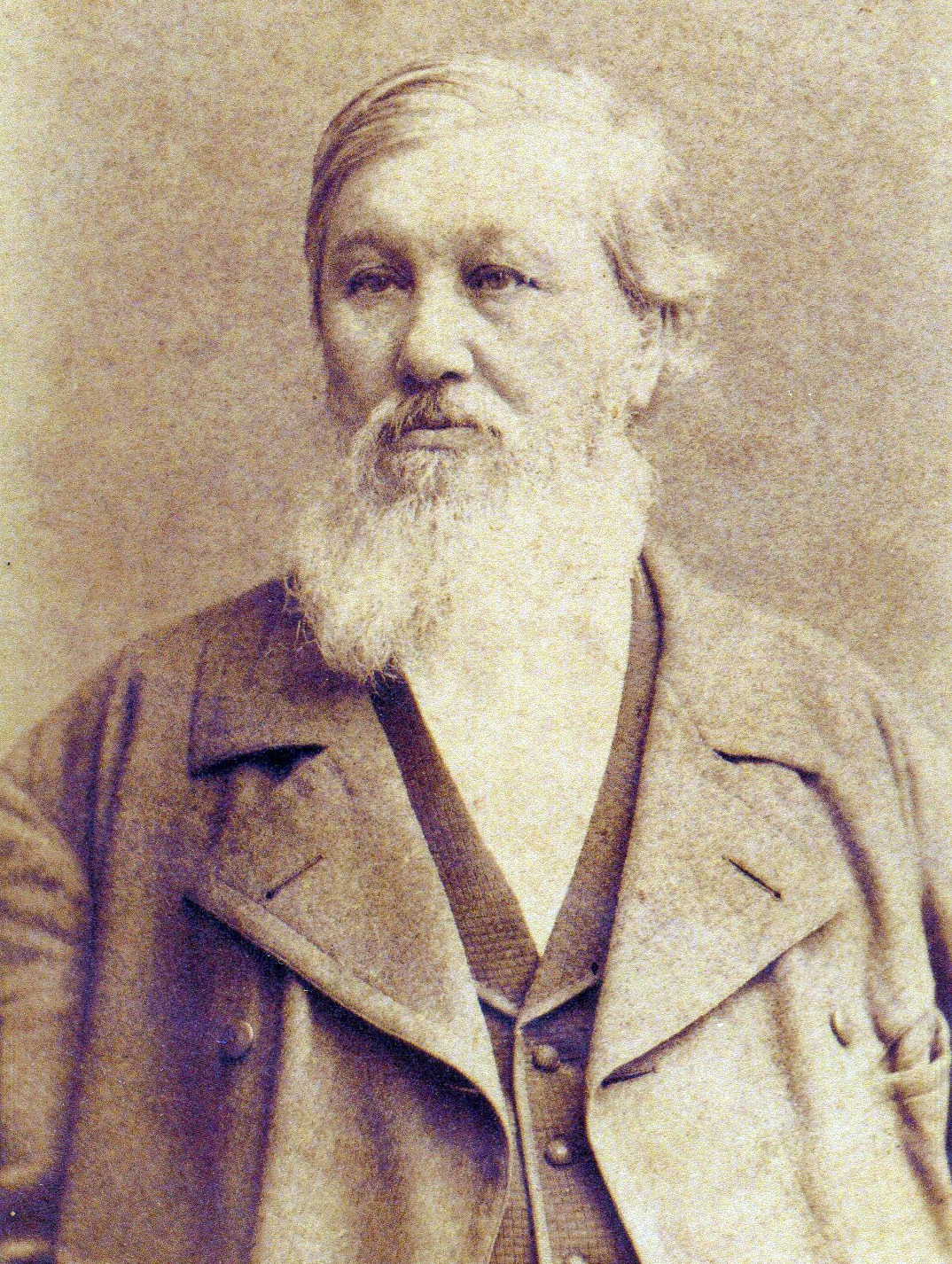
М. Я. Данилевський

Першим на цивілізаційні відносини поглянути через призму не європоцентричної самосвідомості вдалося російському соціологу Миколі Яковичу Данилевському, який у своїй книзі «Росія і Європа» (1869) протиставив старіючій європейській цивілізації молоду слов'янську. Російський ідеолог панславізму вказував, що жоден культурно-історичний тип не може претендувати на те, щоб вважатися більш розвинутим, більш високим, ніж інші. Західна Європа в цьому відношенні не представляє винятку. Хоча цю думку філософ не витримує до кінця, часом вказуючи на перевагу слов'янських народів над своїми західними сусідами.

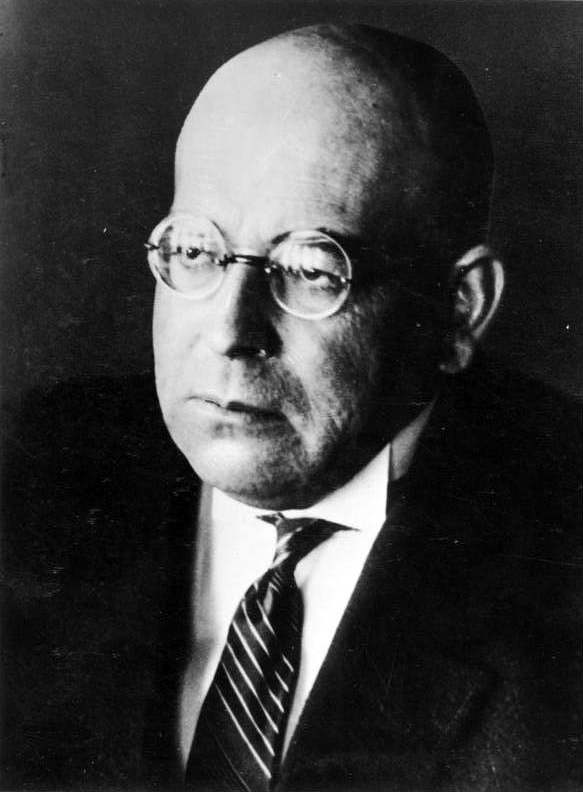
Освальд Шпенглер

Наступною значною подією у становленні теорії локальних цивілізацій стала робота німецького філософа і культуролога Освальда Шпенглера «Присмерк Європи» (1918). Невідомо достеменно, чи був знайомий Шпенглер з роботою російського мислителя, але загалом основні концептуальні положення цих науковців подібні в усіх найважливіших пунктах. Як і Данилевський, рішуче відкидаючи загальноприйняту умовну періодизацію історії на «Стародавній світ — Середньовіччя — Новий час», Шпенглер виступив прихильником іншого погляду на світову історію — як на ряд незалежних одна від одної культур, що проживають, подібно до живих організмів, періоди зародження, становлення і вмирання. Як і Данилевський, він виступає з критикою європоцентризму і виходить не з потреб історичного дослідження, а з необхідності знайти відповіді на питання, поставлені сучасним суспільством: в теорії локальних культур німецький мислитель знаходить пояснення кризі західного суспільства, яке переживає такий самий занепад, який спіткав єгипетську, античну та інші стародавні культури. Книга Шпенглера містила не так багато теоретичних новацій у порівнянні з опублікованими раніше роботами Рюккерта і Данилевського, однак мала гучний успіх, оскільки була написана яскравою мовою, рясніла фактами й міркуваннями і була опублікована після завершення Першої світової війни, що викликала повне розчарування у західній цивілізації і підсилила кризу європоцентризму.
Набагато вагоміший внесок у вивчення локальних цивілізацій вніс англійський історик Арнольд Джозеф Тойнбі. У своїй 12-томній праці «Дослідження історії» (1934—1961 роки) британський вчений поділив історію людства на ряд локальних цивілізацій, що мають однакову внутрішню схему розвитку. Поява, становлення і занепад цивілізацій характеризувався такими факторами, як зовнішній Божественний поштовх і енергія, виклик і відповідь та ухід і повернення. У поглядах Шпенглера і Тойнбі багато спільних рис. Головна ж відмінність полягає в тому, що у Шпенглера культури цілком відокремлені одна від одної. У Тойнбі навпаки ці відносини хоча і мають зовнішній характер, але становлять частину життя самих цивілізацій. Для нього надзвичайно важливо, що деякі суспільства, приєднуючись до інших, забезпечують тим самим безперервність історичного процесу.
Російський дослідник Ю. В. Яковець, ґрунтуючись на роботах Деніела Белла і Елвіна Тоффлера, сформулював концепцію світових цивілізацій як певний щабель «в історичному ритмі динаміки і генетики суспільства як цілісної системи, в якій взаємно переплетені, доповнюючи один одного, матеріальне і духовне відтворення, політика, економіка, соціальні відносини та культура». Історія людства в його трактуванні представлена як ритмічна зміна цивілізаційних циклів, тривалість яких невблаганно скорочується.
| Глобальна цивілізація                                            | Світові цивілізації                                                                     | Покоління локальних цивілізацій                          | Локальні цивілізації |
| ---------------------------------------------------------------- | --------------------------------------------------------------------------------------- | -------------------------------------------------------- | --- |
| Перший історичний суперцикл (8-е тис. до н. е. — 1-е тис. н. е.) | Неолітична (8-4 тис. до н. е.) Ранньокласова (кінець 4-го — початок 1-го тис. до н. е.) | 1-е покоління (кінець 4-го — початок 1-го тис. до н. е.) | Давньоєгипетська, шумерська, ассирійська, вавилонська, еллінська, мінойська, індійська, китайська                                                                             |
| Перший історичний суперцикл (8-е тис. до н. е. — 1-е тис. н. е.) | Антична (VIII ст. до н. е. — V ст. н. е.)                                               | 2-е покоління (VIII ст. до н. е. — V ст. н. е.)          | Греко-римська, перська, фінікійська, індійська, китайська, японська, давньоеамериканська                                                                                      |
| Другий історичний суперцикл (VI—XX ст.)                          | Середньовічна (VI—XIV ст.)                                                              | 3-е покоління (VI—XIV ст.)                               | Візантійська, східноєвропейська, східнослов'янська, китайська, індійська, японська                                                                                            |
| Другий історичний суперцикл (VI—XX ст.)                          | Ранньоіндустріальна (XV — середина XVIII ст.) Індустріальна (середина XVIII—XX ст.)     | 4-е покоління (XV—XX ст.)                                | Західна, євразійська, буддійська, мусульманська, китайська, індійська, японська                                                                                               |
| Третій історичний суперцикл XXI—XXIII ст. (прогноз)              | Постіндустріальна (XXI — початок XXIII ст. — прогноз)                                   | 5-е покоління (XXI — початок XXIII ст. — прогноз)        | Західноєвропейська, східноєвропейська, північноамериканська, латиноамериканська, океанічна, російська, китайська, індійська, японська, мусульманська, буддійська, африканська |

В даний час (2011 рік) свою діяльність продовжує «Міжнародне товариство порівняльного вивчення цивілізацій» (International Society for the Comparative Study of Civilizations), яке проводить щорічні конференції та здійснює випуск журналу «Comparative Civilizations Review».
Сучасне науково-технічне забезпечення надає можливість вченим досліджувати та знаходити на Землі цивілізації, про які людство навіть не здогадувалося. Так, в червні 2023 року, на сторінках наукового журналу Quaternary Science Reviews, група вчених з австралійського Університету Фліндерса (м. Аделаїда) повідомила, що ними на морському дні біля узбережжя Пілбара в Західній Австралії виявлено численні сліди давньої цивілізації та артефактів, вік яких становить щонайменше 9000 років. Даний район був заселений у пізньому плейстоцені та ранньому голоцені, але потім, ймовірно, як на погляд дослідників, після закінчення льодовикового періоду, він був затоплений внаслідок підйому рівня моря.

### Культурна ідентичність
"Цивілізації" також може відноситися до культури у складному суспільстві, і не має на увазі тільки саме суспільство. Кожне суспільство, що є цивілізацією або ні, має певний набір ідей і звичаїв, і певний набір традиційних виробництв і особливості у мистецтві, які роблять його унікальним. Цивілізації мають тенденцію до розвитку різноманітності культури, включаючи літературу, мистецтво, архітектуру, релігію
Самуель Гантінгтон визначає цивілізацію як культурну спільність найвищого рангу, як найширший рівень культурної ідентичності людей. Наступний щабель становить вже те, що відрізняє рід людський від інших видів живих істот. Цивілізації визначаються наявністю загальних рис об'єктивного порядку, таких як мова, історія, релігія, звичаї, інститути, - а також суб'єктивної самоідентифікацією людей. Є різні рівні самоідентифікації: так житель Риму може характеризувати себе як римлянина, італійця, католика, християнина, європейця, людини західного світу. Цивілізація - це найширший рівень спільності, з якою він співвідносить себе. Культурна самоідентифікація людей може змінюватися, і в результаті змінюються склад і межі тієї або іншої цивілізації.

### Критика цивілізаційної теорії
Концепції Данилевського, Шпенглера і Тойнбі були неоднозначно зустрінуті науковим співтовариством. Хоча їхні праці вважаються фундаментальними роботами в галузі вивчення історії цивілізацій, їх теоретичні розробки зустріли серйозну критику. Одним з найпослідовніших критиків цивілізаційної теорії виступив російсько-американський соціолог Питирим Сорокін, який зазначив, що „найсерйозніша помилка цих теорій полягає у змішуванні культурних систем з соціальними системами (групами), в тому, що назва «цивілізація» дається істотно різним соціальним групам і їхнім спільним культурам — то етнічним, то релігійним, то державним, то територіальним, то різним багатофакторним групам, а то навіть конгломерату різних товариств з притаманними їм сукупними культурами“, в результаті чого ані Тойнбі, ані його попередники не змогли назвати головні критерії виокремлення цивілізацій, рівно як і їхню точну кількість.

### Критерії виділення цивілізацій, їх кількість
Втім спроби введення критеріїв для виділення цивілізацій робилися неодноразово. Російський історик Е. Д. Фролов в одній зі своїх робіт перерахував їх найпоширеніший набір: спільність геополітичних умов, одвічна мовна спорідненість, єдність або близькість економічного і політичного устрою, культури (включаючи релігію) і менталітету. Слідом за Шпенглером і Тойнбі науковець визнавав, що «оригінальні риси цивілізації обумовлені оригінальною властивістю кожного зі структуроутворюючих елементів і їх неповторною єдністю».

### Цикли цивілізацій
На сучасному етапі науковці виділяють наступні цикли цивілізаційного розвитку: зародження, розвиток, розквіт і згасання. Втім не всі локальні цивілізації проходять всі стадії життєвого циклу, в повному масштабі розвертаючись у часі. Цикл деяких з них переривається в силу природних катастроф (так сталося, наприклад, з мінойською цивілізацією, яка загинула, імовірно, внаслідок, так званого, мінойського виверження), сутичок з іншими культурами (доколумбові цивілізації Центральної і Південної Америки, скіфська протоцивілізація).
На етапі зародження виникає соціальна філософія нової цивілізації, яка з'являється на маргінальному рівні в період завершення передцивілізаційної стадії (або розквіту кризи попередньої цивілізаційної системи). До її складових можна віднести поведінкові стереотипи, форми економічної активності, критерії соціальної стратифікації, методи і цілі політичної боротьби. Оскільки багато суспільств так і не змогли подолати цивілізаційний поріг і залишилися на стадії дикості або варварства, вчені довгий час намагалися відповісти на запитання: «Якщо припустити, що в первісному суспільстві в усіх людей був більш-менш однаковий спосіб життя, якому відповідала єдине духовне і матеріальне середовище, чому не всі ці суспільства розвинулися в цивілізації?».
На думку Арнольда Тойнбі, цивілізації народжують, еволюціонують і адаптуються у відповідь на різні «виклики» географічного середовища. Відповідно ті суспільства, які опинилися в стабільних природних умовах, намагалися пристосуватися до них, нічого не змінюючи, і навпаки — соціум, який відчував регулярні або раптові зміни навколишнього середовища, неминуче повинен був усвідомити свою залежність від природного середовища, і для ослаблення цієї залежності протиставити їй динамічний перетворювальний процес.
На етапі розвитку складається і розвивається цілісний соціальний порядок, що відображає базисні орієнтири цивілізаційної системи. Цивілізація формується як певна модель соціальної поведінки індивіда і відповідної структури суспільних інститутів. Розквіт цивілізаційної системи пов'язаний з якісною завершеністю в її розвитку, остаточним складанням основних системних інститутів. Розквіт супроводжується уніфікацією цивілізаційного простору і активізацією імперської політики, що відповідно символізує зупинку якісного саморозвитку суспільної системи в результаті щодо повної реалізації базових принципів і переходу від динамічного до статичного, охоронного. Це становить основу цивілізаційної кризи — якісної зміни динаміки, рушійних сил, основних форм розвитку.
На етапі згасання цивілізація вступає у стадію кризового розвитку, крайнього загострення соціальних, економічних, політичних конфліктів, духовного розлому. Ослаблення внутрішніх інститутів робить суспільство уразливим для зовнішньої агресії. В результаті цивілізація гине або в ході внутрішньої смути, або в результаті завоювання.